# ヴァンパイア・クロニクルズ
『ヴァンパイア・クロニクルズ』 (The Vampire Chronicles) は、アン・ライスの小説『夜明けのヴァンパイア』から始まる一連のシリーズ小説。

## シリーズ作品一覧（日本語訳既刊分）

### 本編作品
- 夜明けのヴァンパイア（1976年）
- ヴァンパイア・レスタト上下（1985年）
- 呪われし者の女王 上下（1988年）
- 肉体泥棒の罠 上下（1992年）
- 悪魔メムノック 上下（1995年）
- 美青年アルマンの遍歴 上下（1998年）

### 外伝作品
- パンドラ、真紅の夢（1998年）
- 呪われた天使、ヴィットーリオ（2001年）